# مسرد أبجدي

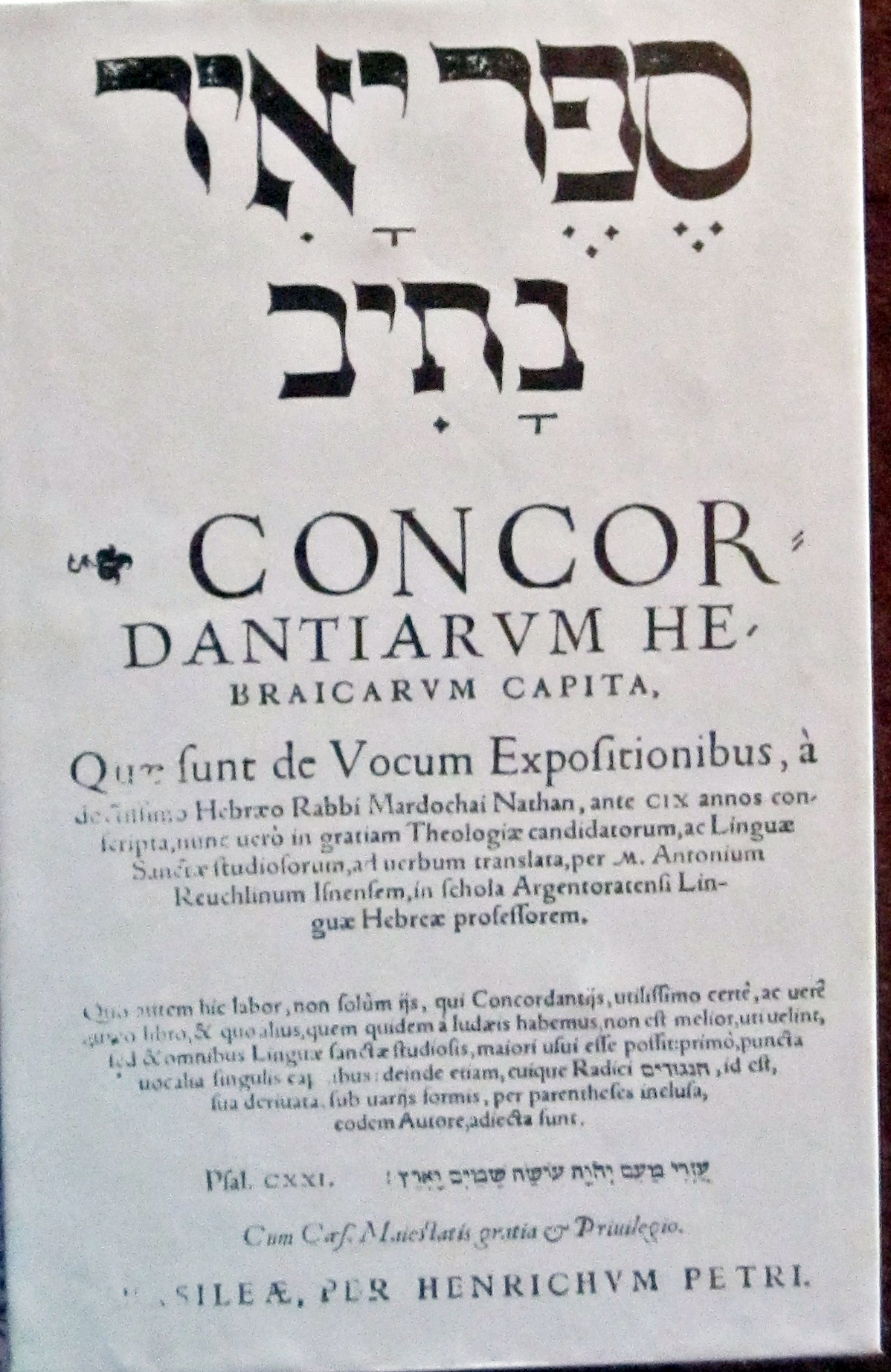

المسرد الأبجدي أو ثَبَت المفردات أو الكشاف اللفظي (بالإنجليزية: Concordance) هو قائمة أبجدية للكلمات الرئيسية المستخدمة في كتاب أو هيئة عمل، تسرد كل مثيل لكل كلمة مع سياقها المباشر.  تم تجميع الفهرس الأبجدي فقط للأعمال ذات الأهمية الخاصة، مثل الفيدا، الكتاب المقدس، القرآن أو أعمال شكسبير، جيمس جويس أوالمؤلفين اللاتينيين واليونانيين الكلاسيكيين بسبب الوقت والصعوبة، و  المصاريف التي ينطوي عليها إنشاء فهرس  أبجدي   في عصر ما قبل الحاسوب. 
المسرد الأبجدي فهو أكثر من مؤشر، تتضمن مواد إضافية، مثل: التعليقات والتعريفات والفهرسة المتقاطعة الموضعية، مما يجعل إنتاجها عملية كثيفة العمالة حتى عندما تساعدها اجهزة الحواسيب. 
في عصر ما قبل الحوسبة، كانت تقنية البحث غير متوفره، قدم الفهرس الأبجدي لقراء الأعمال الطويلة مثل: الكتاب المقدس شيئاً مشابهاً لنتائج البحث لكل كلمة كان من المحتمل أن يبحثوا عنها.واليوم، أدت القدرة على الجمع بين نتائجالاستعلامات المتعلقة بمصطلحات متعددة (مثل البحث عن كلمات بالقرب من كلمات أخرى) إلى تقليل الاهتمام بنشرالفهرس. بالإضافة إلى ذلك، تم اقتراح تقنيات رياضية مثل: الفهرسة الدلالية الكامنة كوسيلة لتحديد المعلومات اللغوية تلقائياً بناءً على سياق الكلمة. 
فهرس ثنائي اللغة هو فهرس القائم على نص مواز محاذاة. 
الفهرس الموضوعي هو قائمة بالموضوعات التي يغطيها الكتاب (عادة الكتاب المقدس) مع السياق المباشر لتغطية تلكالموضوعات. على عكس الفهرس التقليدي، لا يجب ان تظهر الكلمة المفهرسة في الآية. الفهرس الموضوعي الأكثر شهرة هو Nave’s Topical Bible 
تم تجميع أول فهرس للكتاب المقدس من أجل الكتاب المقدس فولجيت  من قبل هيو القديس شير، الذي استخدم 500راهب لمساعدته. في عام 1448 أكمل حاخام مردخاي ناثان الفهرس الأبجدي مع الكتاب المقدس العبري، استغرقه عشرسنوات. تم نشر الفهرس الأبجدي مع العهد الجديد اليوناني في عام 1599 من قبل هنري ستيفن، تم إجراء الترجمة السبعينية للعهد القديم  بعد ذلك بسنتين من قبل كونراد كيرشر في 1602م. تم نشر أول فهرس للكتاب المقدسالإنجليزي  عام 1550من قبل السيد ماربك. وفقاً لكرودن فإنه لم يستخدم ارقام الآيه التي ابتكرها روبرت ستيڤن في عام1545، ولكن ''الفهرس الكبير جدا''  قام به السيد كوتون. ثم اتبعت فهرس كرودن وفهوس سترونج. 
استخدامه في علم اللغة:
في كثير من الأحيان يستخدم الفهرس الأبجدي في علم اللغة، عند دراسة نص على سيبل المثال:  
مقارنة ألفاظ مختلفة للكلمة نفسها. 
تحليل الكلمات الرئيسية. 
تحليل الكلمات المتواترة. 
إيجاد وتحليل العبارات والتعابير. 
إيجاد الترجمة العناصر الثانوية، مثل: المصطلحات، في البتات وذكريات الترجمة.
إنشاء فهارس وقوائم كلمات (مفيدة ايضاً للنشر)
تستخدم تقنيات على ى طاق واسع في شركات النصوص الوطنية مثل  كوربوس الوطنية الأمريكية، كوربوس الوطنية البريطانية، كوربوس اللغة الانجليزيه الأمريكيه المعاصرة متاح على الإنترنت. تعرف التطبيقات القائمة بذاتها التيتستخدم تقنيات المواءمة بالكونكوردنسير أو مديري المجموعة الأكثر تقدماً. قام بعضها بدمج جزء من أقسام الكلاموتمكين المستخدم من إنشاء جزء خاص به من مجموعة التعليقات التوضيحية لإجراء أنواع مختلفة من عمليات البحثالمعتمدة في علم اللغات.  
قلب معنى الكلام :
تضمن الفهرس الأبجدي إعادة بناء نص مخطوطات البحر الميت. 
كان الوصول إلى بعض المخطوطات محكوماً ب «قاعده سرية» التي سمحت فقط للفريق الدولي الرئيسي أو المعنين لهملمشاهدة المواد الأساسية. بعد ما توفي رونالد دي فوكس عام 1971م ورفض خلفاؤه مراراً السماح حتى بنشر صورلعلماء آخرين. تم التحايل على هذا التقييد من قبل مارتن أبيغ في عان 1991، الذي استخدم جهاز الكمبيوتر «لعكس» المواءمة بين الوثائق المفقودة التي تم إجراؤها في الخمسينات والتي كانت في أيدي العلماء خارج الفريق الدولي، للحصول على إعادة بناء تقريبية للنص الأساسي ل 17 من الوثائق، سرعان ما تبع ذلك إصدار النص الأساسيللمخطوطات.